# Tephronia minutaria
Tephronia minutaria là một loài bướm đêm trong họ Geometridae.